# Miquel Soldevila
Miquel Soldevila i Valls (San Andrés de Palomar, 1886 - Barcelona, 1956) fue un pintor, dibujante y esmaltador catalán. Estudió en la Escuela de la Llotja, donde fue discípulo de Josep Torrescassana. Cultivó el paisaje y el retrato, exponiendo en la Sala Parés de Barcelona en 1913. En 1936 se estableció en Roma y el papa Pío XI le encargó varias obras. De regreso a Barcelona, fue director de la Escuela Massana (1940), donde en 1964 se instaló un museo monográfico dedicado a su figura. Fue el esmaltador más destacado de su tiempo, cultivando retratos y temas religiosos y mitológicos, con una rica gama de colores e irisaciones.